# Carl Johnson (Schiedsrichter)
Carl Johnson (* im 20. Jahrhundert) ist ein US-amerikanischer Schiedsrichter im American Football, der seit der Saison 2001 in der NFL tätig ist. Er trägt die Uniform mit der Nummer 101.

## Karriere
Johnson startete seine NFL-Laufbahn als Line Judge.
Er war Line Judge in drei Super Bowls: Im Super Bowl XLII im Jahr 2008 in der Crew unter der Leitung von Hauptschiedsrichter Mike Carey, im Super Bowl LIV im Jahr 2020 im Schiedsrichtergespann von Bill Vinovich und im Super Bowl LVI im Jahr 2022 im Schiedsrichtergespann von Ronald Torbert.